# Dépression (météorologie)
Pour les articles homonymes, voir Dépression.

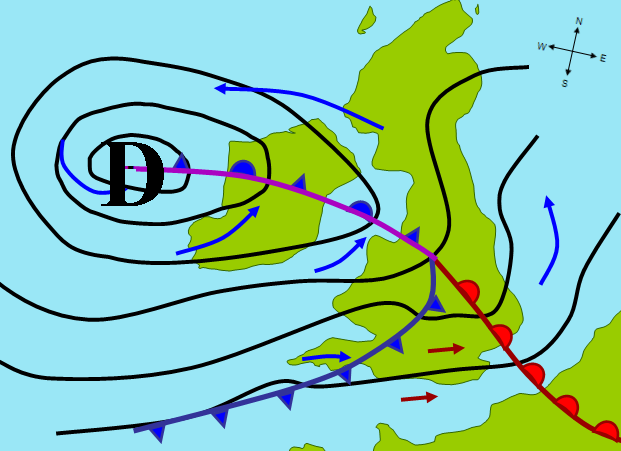
Carte météorologique d'une dépression affectant la Grande-Bretagne et l'Irlande. Les flèches bleues et rouges entre les isobares indiquent la direction des vents, alors que le symbole D marque son centre, soit l'endroit de la plus basse pression atmosphérique.

Une dépression est une zone fermée de basse pression atmosphérique relative à celle du voisinage au même niveau. Sur une carte synoptique de surface, cela donne un système d'isobares dont la pression est minimale au centre. Les dépressions peuvent se retrouver en altitude ou en surface, dans le premier cas elles sont notées par un minimum de géopotentiel, alors que dans le second la pression est ajustée au niveau de la mer et donne généralement une valeur de moins de 1013,25 hPa.
Les dépressions sont souvent associées au mauvais temps, car la dynamique qui entoure une dépression présuppose l'existence de courants ascendants qui provoquent des nuages et des précipitations. De plus, le gradient horizontal de pression autour d'une dépression peut engendrer de forts vents. Comme pour les anticyclones, il existe des dépressions à caractère semi-permanent qui sont des centres d'action étant donné qu'elles ont un impact sur le mouvement des perturbations et sur la circulation atmosphérique régionale des vents. Les dépressions se prolongent souvent en étirant un creux barométrique, ou talweg, à caractère temporaire mais ayant les mêmes effets que les dépressions à la seule différence que leur circulation n'est pas fermée.

## Types de dépressions
De façon générale, les dépressions sont connues comme des cyclones et se divisent en cyclone tropical, cyclone subtropical, cyclone extratropical, cyclone polaire et dépression polaire.
Toutes ces dépressions se classent en deux types selon leur source de développement : les dépressions thermiques et dynamiques.
- Les dépressions thermiques sont formées grâce à un réchauffement très élevé local et persistant de la surface terrestre qui se communique à l'air sus-jacent et non à un mouvement dynamique de l'atmosphère. Certaines ne se manifestent qu'avec le réchauffement diurne et disparaissent la nuit, mais les plus importantes revêtent un caractère permanent en s'établissant sur des zones continentales arides ou semi-arides. Ces dépressions s'atténuent en altitude et sont surmontées par un anticyclone[3].
- Les dépressions dynamiques sont dues à la circulation atmosphérique en elle-même et non au réchauffement des masses d'air. La circulation atmosphérique oblige certaines masses d'air à se détendre dans un flux ascendant et à s'alléger, donnant ainsi des zones de basses pressions. Ces dépressions se creusent en altitude[2].

Une partie des dépressions sont issues des deux phénomènes, elles sont donc appelées des dépressions thermodynamiques. Certaines de ces dépressions, comme celle d'Islande, sont centrées dans une position semi à quasi permanente dans certaines parties des océans et servent de centres d'action dépressionnaires. Elles se trouvent là où l'inertie thermique permet des échanges de chaleur équilibrés avec l'environnement et la stabilité de l'atmosphère durant une bonne partie de l'année.

## Équilibre des vents

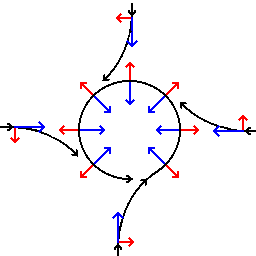
Diagramme qui montre comment les vents sont déviés pour donner une circulation anti-horaire dans l'hémisphère nord autour d'une dépression. La force de gradient de pression est en bleu, celle de Coriolis en rouge et le déplacement en noir

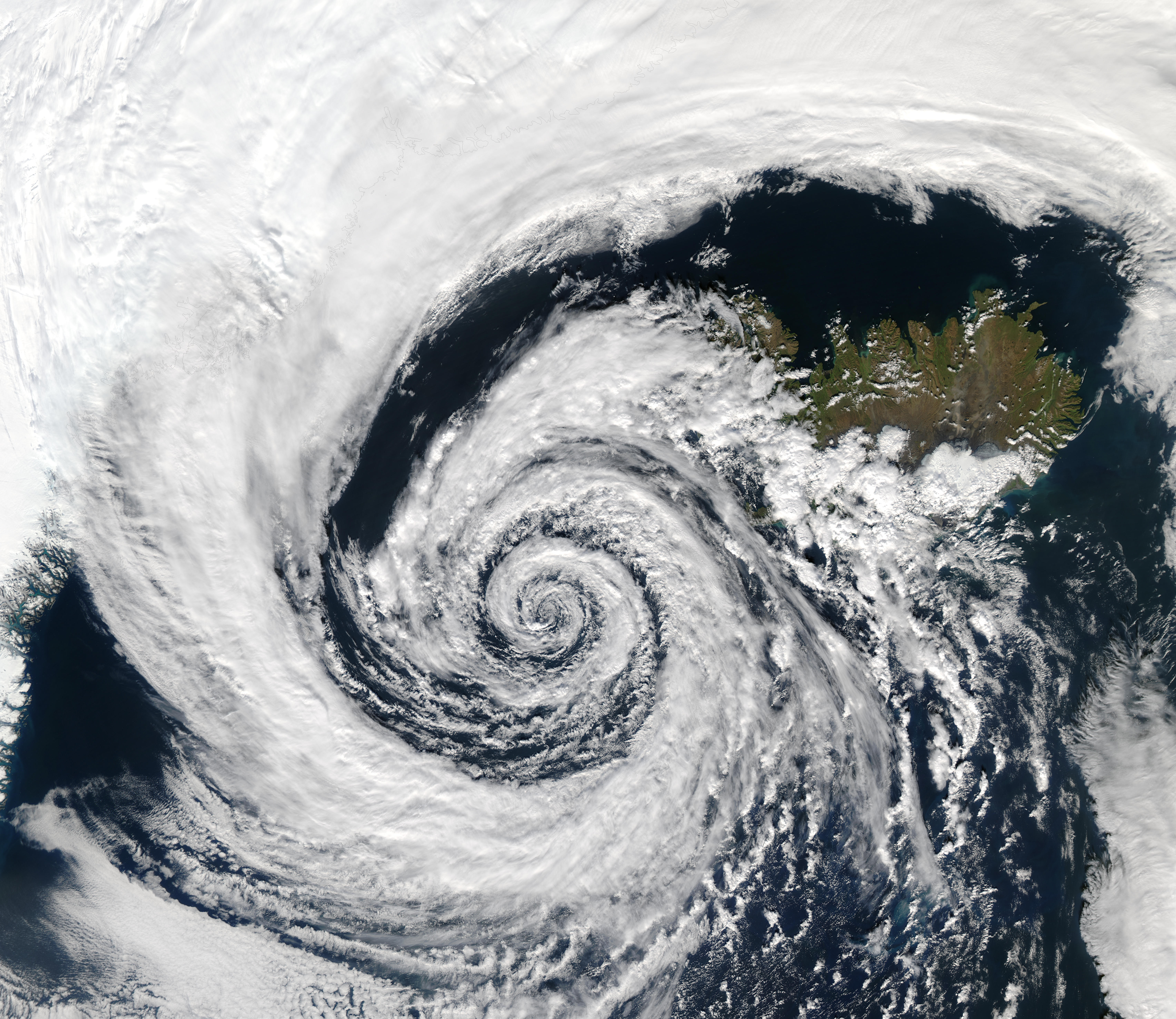
Image satellite montrant une dépression centrée sur le détroit du Danemark, entre l'Islande et le Groenland. Les vents, attirés par la zone de basses pressions au centre, se courbent sous l'effet de la force de Coriolis, ce qui donne l'aspect spiralé observé ici.

À une assez bonne approximation près, la force et la direction du vent sont influencées d'une part par la force horizontale de pression atmosphérique et d'autre part par la force de Coriolis. La force due au gradient de pression est de direction fixe, mais la force de Coriolis est en permanence à angle droit de la vitesse, et tend à faire dévier le vent vers la droite (dans l'hémisphère Nord),. La direction du vent ne peut se stabiliser que lorsque le vent n'est plus dévié du tout, c'est-à-dire quand ces deux forces sont en équilibre : la force due au gradient de pression est alors exactement à l'opposé de la force de Coriolis.
À l'équilibre, le vecteur vitesse du vent (qui est toujours perpendiculaire à la force de Coriolis) est donc aussi perpendiculaire au gradient de pression. Ceci est la loi de Buys-Ballot. La force due au gradient de pression est de direction fixe, mais la force de Coriolis est en permanence à angle droit de la vitesse, et tend à faire dévier le vent vers la droite (dans l'hémisphère Nord). Le vent souffle autour de la dépression (au lieu de s'y diriger tout droit comme le voudrait l'intuition), sensiblement le long des lignes isobares, dans le sens anti-horaire dans l'hémisphère nord, et dans le sens horaire dans l'hémisphère sud. Comme le vent tourne en rond (en première approximation), son déplacement ne peut pas combler directement la dépression centrale ; c'est pour cette raison que la dépression est relativement stable, malgré le gradient de pression et le déplacement de l'atmosphère qui en résulte.
Dans les quelques premières centaines de mètres au-dessus du sol, la force de friction agit aussi sur le vent de manière significative et tend à ralentir le vent : c'est une force qui s'exerce dans le sens opposé à la direction du vent. Comme la force de Coriolis, de son côté, est toujours perpendiculaire au vent, pour que le vent soit stable et à l'équilibre, il faut alors que le gradient de pression compense à la fois la force de Coriolis et la force de friction. Pour cela, sa direction ne peut plus être perpendiculaire au vent, mais doit être orientée un peu en avant par rapport à la direction du vent. Autrement dit, la composante de friction fait qu'au sol, le vent à l'équilibre ne peut pas souffler exactement dans la direction des lignes isobares, mais doit se rediriger vers le centre de la dépression.
Cet effet de friction tend à ramener de l'air vers le centre de la dépression, par en dessous, et cette arrivée d'air limitée à la base ne peut s'équilibrer qu'avec une montée de l'air central le long de l'axe de la dépression. Au régime horizontal sensiblement circulaire et dominé par la force de Coriolis, se superpose alors un régime vertical mettant en place un mouvement vertical ascendant au centre d'une cellule de convection atmosphérique.
L'évolution de la dépression résulte alors de la compétition entre deux effets. Les forces de friction au sol dissipent l'énergie, et tendent à combler la dépression par apport d'air vers le centre. L'ascension de l'air au centre est le moteur central, qui peut libérer suffisamment d'énergie pour provoquer un effet de succion, qui au contraire accentue la dépression et accélère le mouvement d'ensemble des masses d'air.

## Vitesse verticale moyenne de la masse d'air
Une dépression se caractérise par une convergence près du sol et une divergence à haute altitude et donc par un mouvement ascendant de la masse d'air qui est de l'ordre de quelques centimètres par seconde dans les régions tempérées.
En théorie, la vitesse ascensionnelle moyenne dans un cyclone tropical pourrait atteindre (20 m/s ou plus), ce qui est peu crédible. En pratique, les vitesses verticales mesurées dans les cumulonimbus formant le mur de l'œil du cyclone sont en général de l'ordre de 5 à 10 m/s.
Cependant, lors de cyclones violents, des tornades ont pu se former et l'on peut supposer que les vitesses ascensionnelles ont été plus élevées.
On notera que dans les régions tempérées, la vitesse ascensionnelle de la masse d'air est de l'ordre de quelques centimètres par seconde ce qui exclut son exploitation par des planeurs qui ont une vitesse de chute de l'ordre du mètre par seconde. Par contre, il sera totalement exclu de voler en planeur dans un cyclone tropical vu les phénomènes extrêmes qui se produisent. Cependant, aux basses latitudes, si le temps est dégagé, un cyclone extra-tropical engendrera d'excellentes conditions aérologiques pour le vol à voile et ce en particulier après le passage d'un front froid car la vitesse moyenne d'ascension de l'air devient non négligeable.

## Apparition et dissipation

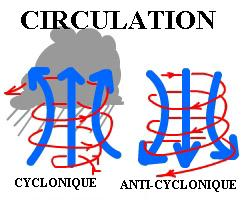
Circulation cyclonique et anticyclonique, dans l'hémisphère nord, ainsi que le mouvement vertical

L'apparition et le mouvement d'une dépression sont généralement causés par l'existence de mouvement vertical ascendant dans les environs immédiats de la dépression. Le courant ascendant peut être causé par des phénomènes de la dynamique de l'atmosphère libre qui causent de la divergence dans les couches moyennes ou supérieures de la troposphère ; cette divergence en altitude provoque une succion qui fait monter l'air des niveaux inférieurs et baisser la pression au niveau du sol.
Parmi les phénomènes qui peuvent causer de la divergence en altitude :
- Les ondes baroclines (aussi appelées ondes frontales, associées au courant-jet) ;
- L'advection de tourbillon. ;
- La libération de chaleur latente due à la condensation en nuage de la vapeur d'eau atmosphérique ;
- La convection atmosphérique engendre elle aussi des courants ascendants, mais la force de poussée convective a généralement sa source dans les bas niveaux.

Tous ces phénomènes peuvent se combiner à divers degrés et ne s'excluent pas mutuellement. Ainsi, il existe deux façons principales de développer les dépressions (cyclogénèse) qui dépendent du lieu de formation :
- Au-delà de 30 degrés nord et sud, la force de Coriolis étant importante, l'air s'organise en masses plus ou moins homogènes séparées par des zones de transition rapide nommées fronts. Les dépressions des latitudes moyennes se forment le long de ces rubans dans un cycle très bien décrit par l'école norvégienne de météorologie qui met en évidence les mouvements verticaux[11].
- Plus près de l'Équateur, c'est la convection dans une masse d'air sans front qui joue le rôle majeur[12],[13]. Le faible facteur de Coriolis ne sert qu'à concentrer l'organisation des orages.

Lorsque les forçages à l'origine de la dépression se dissipent, la convergence de l'écoulement de surface vers le centre de la dépression, décrite plus haut, cause son remplissage graduel.

## Temps associé
Les dépressions apportent généralement du mauvais temps et des ciels couverts ainsi que tous les phénomènes météorologiques qui y sont relatifs comme les averses, les orages, les ouragans ou les tempêtes car le mouvement vertical de l'air y est vers le haut (ascendance) à la suite d'une convergence des vents près du sol et d'une divergence en altitude. Ce processus diminue la température de l'air, parce qu'il subit une détente adiabatique, et il arrive un point où celle-ci atteint la valeur de saturation par rapport à l'humidité contenue dans la parcelle d'air. Il y a à partir de ce niveau condensation d'une partie de plus en plus grande de la vapeur d'eau dans la parcelle qui forme un nuage. Si le mouvement vertical se poursuit, les gouttelettes de nuages formeront des gouttes de pluie ou des flocons, selon la température ambiante.
Selon la stabilité de l'air, différents types de nuages et de précipitations peuvent être obtenus. Dans les dépressions des latitudes moyennes (cyclones extratropicaux), il y rencontre des masses d'air provenant de l'équateur et des pôles le long de zones de transition appelées fronts. La circulation cyclonique qui se développe autour de la dépression permet le transport d'air chaud vers les pôles et d'air froid vers l'équateur, selon le secteur frontal. À l'avant du système, l'air est généralement stable, car c'est de l'air chaud qui avance sur de l'air plus froid, et les nuages se forment lors d'une ascension continue pour être de type stratiforme. Ceci donne de larges zones de pluie ou de neige continue. Dans leur secteur chaud, l'air peut être instable et le moindre mouvement ascensionnel est accéléré par la poussée d'Archimède donnant des averses ou des orages. Derrière ces systèmes, l'air est également instable mais moins humide, la convection y est moins profonde.
Par contre, dans les cyclones tropicaux les nuages et les précipitations sont entièrement de types convectifs et ils ont une organisation très particulières en bandes. Ils ne sont pas associés à des fronts et donc la température de surface autour de ces systèmes est généralement uniforme.